# Helveticosaurus
Helveticosaurus is een geslacht van uitgestorven reptielen. Hij leidde vermoedelijk een amfibische levenswijze. Aan de tanden van Helveticosaurus is te zien dat het waarschijnlijk een vleeseter was. De ruggenwervels van Helveticosaurus leken erg op die van de placodonten. Helveticosaurus kon een basaal zeereptiel zijn, maar dit is waarschijnlijk niet zo. Helveticosaurus had een paar overeenkomsten met de Archosauromorpha. Hij zou zelfs een lid van deze groep kunnen zijn. Het is mogelijk dat hij verwant was aan andere amfibische archosauromorfen zoals Qianosuchus. Het kan ook zijn dat hij primitiever is en aan het begin van de stamboom der Archosauromorpha staat en verwant is met Youngina. Het waarschijnlijkst is dat hij een basaal lid is van de Archosauromorpha. Al het materiaal dat er van Helveticosaurus is gevonden stamt uit het Midden-Trias van Zwitserland.

## Ecologie
Helveticosaurus leefde samen met de mogelijk verwante Placodus en Macroplacus, de grote Nothosauriërs Nothosaurus en Ceresiosaurus, kleine Pachypleurosauriërs zoals Serpianosaurus en Neusticosaurus en de phytosauriër Rutiodon. Helveticosaurus leefde ook in dezelfde tijd en hetzelfde gebied als enkele vroege pterosauriërs. Helveticosaurus leek waarschijnlijk op een moderne zeeleguaan.

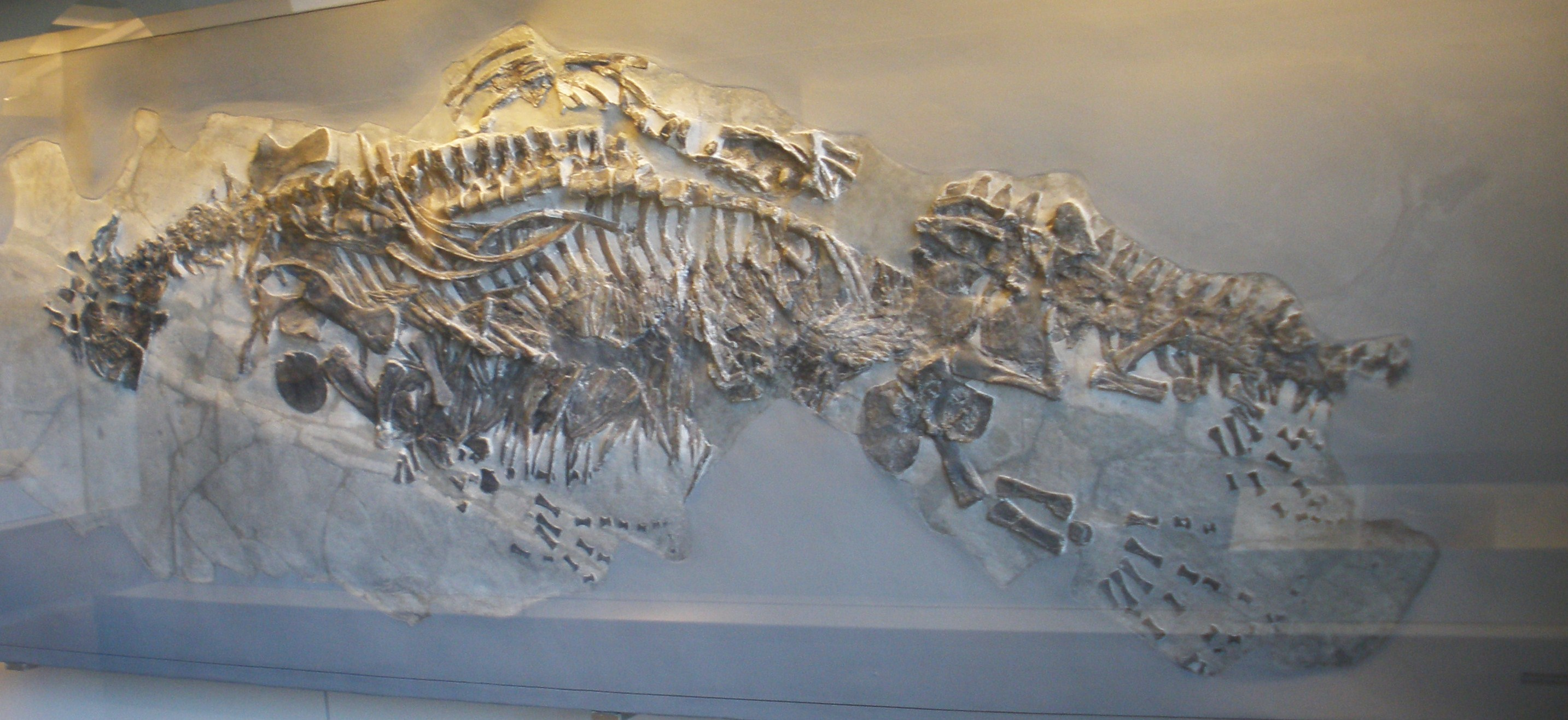
Een fossiel van Helveticosaurus in het Paleontology Museum of Zurich.
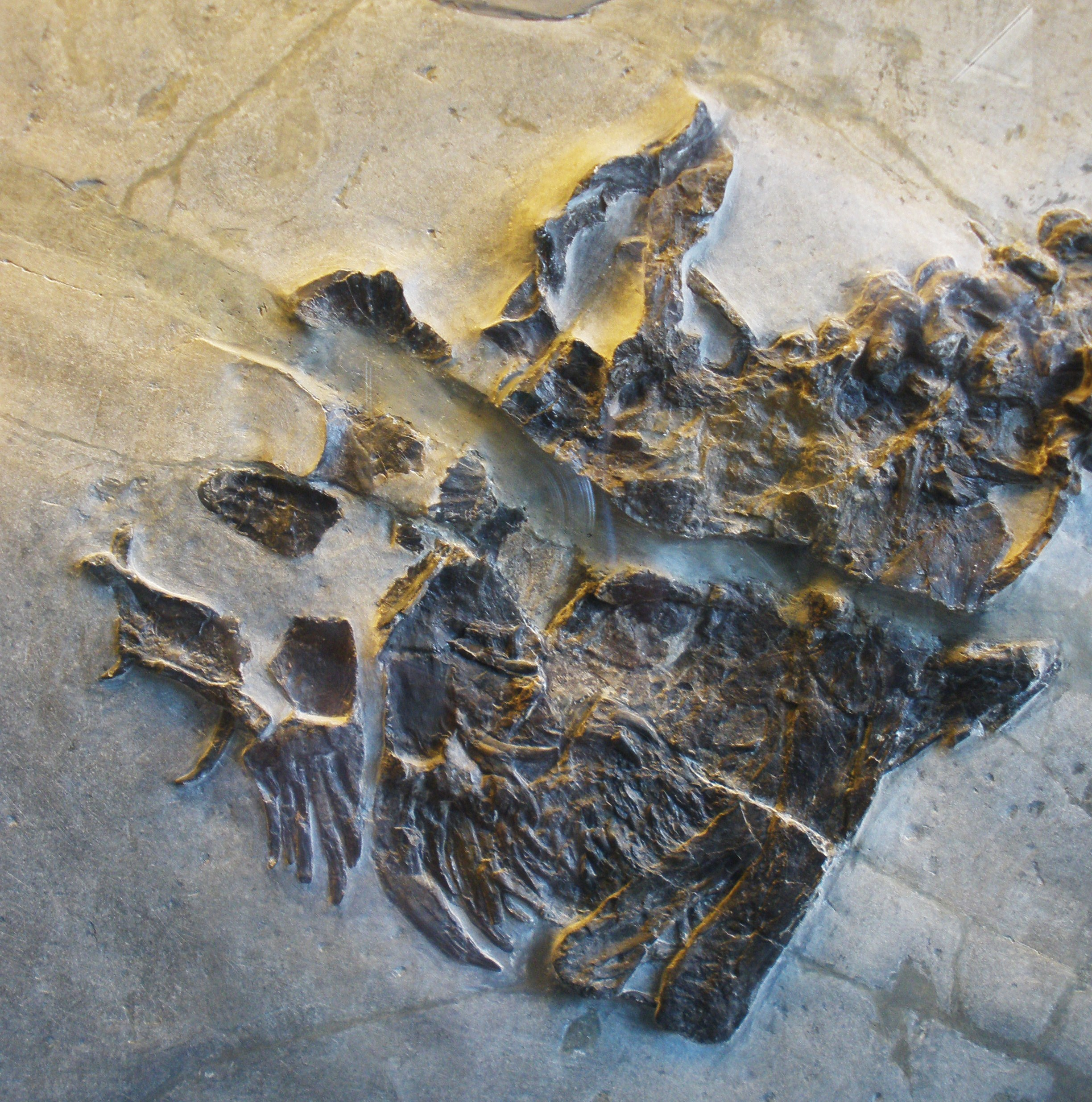
Een close-up van de fossiele schedel.